# 埃爾多拉多鎮區 (阿肯色州尤寧縣)
埃爾多拉多鎮區（英語：El Dorado Township）是位於美國阿肯色州尤寧縣的一個行政鎮區。

## 地方資料
埃爾多拉多鎮區的面積為313.05平方千米，當中陸地面積為312.80平方千米，而水域面積為0.25平方千米。根據2010年美國人口普查的數據，當地共有人口381人，而人口密度為每平方千米1.22人。